# Atunda Ayenda
Atunda Ayenda jest radiową operą mydlaną emitowaną przez 21 stacji w Sierra Leone, oraz dostępną w internecie. Została stworzona przez Talking Drum Studios i jest pierwszą radiową operą mydlaną w historii tego kraju. Serial skupia się na młodych ludziach i ich doświadczeniach z wojny domowej w Sierra Leone. W programie poruszany jest m.in. problem HIV/AIDS.

## Popularność
Program szybko stał się popularny. W 2004 90 procent słuchaczy radia w Sierra Leone przyznało, że regularnie słucha audycji, a 80 procent, że rozmawia na temat jej treści z rodziną i przyjaciółmi.